# Consistório Ordinário Público de 1894

## Cardeais Eleitores
| Nº                  | País               | Nome                          | Idade              | Cargo                                                | Título ou Diaconia                                    |
| Cardeais eleitores  | Cardeais eleitores | Cardeais eleitores            | Cardeais eleitores | Cardeais eleitores                                   | Cardeais eleitores                                    |
| ------------------- | ------------------ | ----------------------------- | ------------------ | ---------------------------------------------------- | ----------------------------------------------------- |
| 1                   | Itália             | Egidio Mauri, O.P.            | 65                 | Arcebispo de Ferrara                                 | Cardeal-presbítero de São Bartolomeu na Ilha Tiberina |
| 2                   | Espanha            | Ciriaco María Sancha y Hervás | 60                 | Arcebispo de Toledo Patriarca das Índias Ocidentais  | Cardeal-presbítero de São Pedro em Montorio           |
| 3                   | Itália             | Domenico Svampa               | 42                 | Bispo de Forlì-Bertinoro                             | Cardeal-presbítero de Santo Onofre                    |
| 4                   | Itália             | Andrea Carlo Ferrari          | 43                 | Bispo de Como                                        | Cardeal-presbítero de Santa Anastácia                 |
| 5                   | Itália             | Francesco Segna               | 57                 | Assessor emérito do Dicastério para a Doutrina da Fé | Cardeal-diácono de Santa Maria em Portico Campitelli  |
| Revelado In Pectore |                    |                               |                    |                                                      |                                                       |
| 6                   | Alemanha           | Andreas Steinhuber, S.J.      | 69                 | Presbitério da Companhia de Jesus                    | Cardeal-diácono de Santa Ágata dos Góticos            |